# Espacio vectorial
Este artículo está orientado a proporcionar un tratamiento riguroso y abstracto del concepto de espacio vectorial. Para una introducción más accesible al concepto, véase Vector

Representación artística de un espacio vectorial.

En álgebra lineal, un espacio vectorial (o también llamado espacio lineal) es una estructura algebraica creada a partir de un conjunto no vacío, una operación interna (llamada suma, definida para los elementos del conjunto) y una operación externa (llamada producto por un escalar, definida entre dicho conjunto y otro conjunto, con estructura de cuerpo) que satisface 8 propiedades fundamentales.
A los elementos de un espacio vectorial se les llama vectores y a los elementos del cuerpo se les conoce como escalares.

## Historia
Históricamente, las primeras ideas que condujeron a los espacios vectoriales modernos se remontan al siglo XVII: geometría analítica, matrices y sistemas de ecuaciones lineales.
Los espacios vectoriales se derivan de la geometría afín a través de la introducción de coordenadas en el plano o el espacio tridimensional. Alrededor de 1636, los matemáticos franceses Descartes y Fermat fundaron las bases de la geometría analítica mediante la vinculación de las soluciones de una ecuación con dos variables a la determinación de una curva plana. Para lograr una solución geométrica sin usar coordenadas, Bernhard Bolzano introdujo en 1804 ciertas operaciones sobre puntos, líneas y planos, que son predecesores de los vectores. Este trabajo hizo uso del concepto de coordenadas baricéntricas de August Ferdinand Möbius de 1827.
La primera formulación moderna y axiomática se debe a Giuseppe Peano, a finales del siglo XIX. Los siguientes avances en la teoría de espacios vectoriales provienen del análisis funcional, principalmente de  espacios de funciones. Los problemas de Análisis funcional requerían resolver problemas sobre la convergencia. Esto se hizo dotando a los espacios vectoriales de una adecuada topología, permitiendo tener en cuenta cuestiones de proximidad y continuidad. Estos espacios vectoriales topológicos, en particular los espacios de Banach y los espacios de Hilbert tienen una teoría más rica y elaborada.
El origen de la definición de los vectores es la definición de Giusto Bellavitis de bipoint, que es un segmento orientado, uno de cuyos extremos es el origen y el otro un objetivo. Los vectores se reconsideraron con la presentación de los números complejos de Argand y Hamilton y la creación de los cuaterniones por este último (Hamilton fue además el que inventó el nombre de vector). Son elementos de R2 y R4; el tratamiento mediante combinaciones lineales se remonta a Laguerre en 1867, quien también definió los sistemas de ecuaciones lineales.
En 1857, Cayley introdujo la notación matricial que permite una armonización y simplificación de las aplicaciones lineales. Casi al mismo tiempo, Grassmann estudió el cálculo baricéntrico iniciado por Möbius. Previó conjuntos de objetos abstractos dotados de operaciones. En su trabajo, los conceptos de independencia lineal y dimensión, así como de producto escalar están presentes. En realidad el trabajo de Grassmann de 1844 supera el marco de los espacios vectoriales, ya que teniendo en cuenta la multiplicación, también, lo llevó a lo que hoy en día se llaman álgebras. El matemático italiano Peano dio la primera definición moderna de espacios vectoriales y aplicaciones lineales en 1888.
Un desarrollo importante de los espacios vectoriales se debe a la construcción de los espacios de funciones por Henri Lebesgue. Esto más tarde fue formalizado por Banach en su tesis doctoral de 1920 y por Hilbert. En este momento, el álgebra y el nuevo campo del análisis funcional empezaron a interactuar, en particular con conceptos clave tales como los espacios de funciones p-integrables y los espacios de Hilbert. También en este tiempo, los primeros estudios sobre espacios vectoriales de infinitas dimensiones se realizaron.
Los espacios vectoriales tienen aplicaciones en otras ramas de la matemática, la ciencia y la ingeniería. Se utilizan en métodos como las series de Fourier, que se utiliza en las rutinas modernas de compresión de imágenes y sonido, o proporcionan el marco para resolver ecuaciones en derivadas parciales. Además, los espacios vectoriales proporcionan una forma abstracta libre de coordenadas de tratar con objetos geométricos y físicos, tales como tensores, que a su vez permiten estudiar las propiedades locales de variedades mediante técnicas de linealización.

## Notación
Dado un espacio vectorial {\displaystyle V} sobre un cuerpo {\displaystyle K}, se distinguen los elementos de {\displaystyle V} y los de {\displaystyle K}.
Los elementos de {\displaystyle V} suelen denotarse por
{\displaystyle \mathbf {u} ,\mathbf {v} ,\mathbf {w} }
y son llamados vectores.
Dependiendo las fuentes que se consulten, también es común denotarlos por
{\displaystyle {\bar {u}},{\bar {v}},{\bar {w}}}
y si el texto es de física entonces suelen denotarse por
{\displaystyle {\vec {u}},{\vec {v}},{\vec {w}}}
Mientras que los elementos de {\displaystyle K} se denotan como
{\displaystyle a,b,\alpha ,\beta }
y son llamados escalares.

## Definición
Un espacio vectorial sobre un cuerpo {\displaystyle K} (como el cuerpo de los números reales o los números complejos) es un conjunto no vacío, digamos {\displaystyle V}, dotado de dos operaciones para las cuales será cerrado:
{\displaystyle {\begin{array}{llccl}{\mbox{Suma}}&+:&{V\times V}&\rightarrow &{V}\\&&(\mathbf {u} ,\mathbf {v} )&\mapsto &\mathbf {u} +\mathbf {v} \end{array}}}
operación interna tal que:
- Tenga la propiedad conmutativa:

{\displaystyle \mathbf {u} +\mathbf {v} =\mathbf {v} +\mathbf {u} ,\quad \forall \;\mathbf {u} ,\mathbf {v} \in V}
- Tenga la propiedad asociativa:

{\displaystyle \mathbf {u} +(\mathbf {v} +\mathbf {w} )=(\mathbf {u} +\mathbf {v} )+\mathbf {w} ,\quad \forall \;\mathbf {u} ,\mathbf {v} ,\mathbf {w} \in V}
- Exista el elemento neutro:

{\displaystyle \exists \;\mathbf {e} \in {}V:} {\displaystyle \mathbf {u} +\mathbf {e} =\mathbf {u} ,} {\displaystyle \forall \;\mathbf {u} \in V}
- Exista el elemento opuesto:

{\displaystyle \forall \;\mathbf {u} \in V,\quad \exists -\mathbf {u} \in {}V:} {\displaystyle \mathbf {u} +(-\mathbf {u} )=\mathbf {e} }
Y tenga la operación producto por un escalar:
{\displaystyle {\begin{array}{llccl}{\mbox{Producto}}&\cdot {}:&{K\times V}&\rightarrow &{V}\\&&{(a,\mathbf {u} )}&\mapsto &a\cdot \mathbf {u} \end{array}}}
operación externa tal que:
- Tenga la propiedad asociativa:

{\displaystyle {\mathit {a}}\cdot ({\mathit {b}}\cdot \mathbf {u} )=({\mathit {a}}\cdot {\mathit {b}})\cdot \mathbf {u} ,} {\displaystyle \forall \;{\mathit {a}},{\mathit {b}}\in {}K,} {\displaystyle \forall \;\mathbf {u} \in V}
- Exista el elemento neutro:

{\displaystyle \exists e\in {K}:} {\displaystyle e\cdot \mathbf {u} =\mathbf {u} ,} {\displaystyle \forall \;\mathbf {u} \in V}
- Tenga la propiedad distributiva respecto de la suma vectorial:

{\displaystyle {\mathit {a}}\cdot (\mathbf {u} +\mathbf {v} )={\mathit {a}}\cdot \mathbf {u} +{\mathit {a}}\cdot \mathbf {v} ,} {\displaystyle \forall \;{\mathit {a}}\in K,} {\displaystyle \forall \;\mathbf {u} ,\mathbf {v} \in V}
- Tenga la propiedad distributiva respecto de la suma escalar:

{\displaystyle ({\mathit {a}}+{\mathit {b}})\cdot \mathbf {u} ={\mathit {a}}\cdot \mathbf {u} +{\mathit {b}}\cdot \mathbf {u} ,} {\displaystyle \forall {}{\mathit {a}},{\mathit {b}}\in {}K,} {\displaystyle \forall \;\mathbf {u} \in V}

### Observaciones
La denominación de las dos operaciones no condiciona la definición de espacio vectorial por lo que es habitual encontrar traducciones de obras en las que se utiliza multiplicación para el producto y adición para la suma, usando las distinciones propias de la aritmética.
Para demostrar que un conjunto {\displaystyle V_{}^{}} es un espacio vectorial:
- Lo es si sus dos operaciones, por ejemplo {\displaystyle \odot (V,V)} y {\displaystyle \ast (V,K),} admiten una redefinición del tipo {\displaystyle +(V,V)=\odot (V,V)} y {\displaystyle \cdot (K,V)=\ast (V,K)} cumpliendo las 8 condiciones exigidas.
- Si supiésemos que {\displaystyle V_{}^{}} es un grupo conmutativo o abeliano respecto la suma ya tendríamos probados los apartados 1, 2, 3 y 4.
- Si supiésemos que el producto es una acción por la izquierda de {\displaystyle V_{}^{}} tendríamos probados los apartados 5 y 6.
- Si no, se dice lo contrario:

{\displaystyle {\mathit {a}}\mathbf {v} \neq \mathbf {v} {\mathit {a}}}.

### Propiedades
| Unicidad del vector neutro de la propiedad 3 |
| supongamos que el neutro no es único, es decir, sean {\displaystyle \mathbf {0_{1}} } y {\displaystyle \mathbf {0_{2}} } dos vectores neutros, entonces: {\displaystyle \left.{\begin{array}{l}\mathbf {u} +\mathbf {0_{1}} =\mathbf {u} \\\mathbf {u} +\mathbf {0_{2}} =\mathbf {u} \end{array}}\right\}\Rightarrow } {\displaystyle \mathbf {u} +\mathbf {0_{1}} =\mathbf {u} +\mathbf {0_{2}} \Rightarrow } {\displaystyle \mathbf {0_{1}} =\mathbf {0_{2}} \Rightarrow } {\displaystyle \exists !\;\mathbf {0} \in V} |

| Unicidad del vector opuesto de la propiedad 4 |
| supongamos que el opuesto no es único, es decir, sean {\displaystyle \mathbf {-u_{1}} } y {\displaystyle \mathbf {-u_{2}} } dos vectores opuestos de {\displaystyle \mathbf {u} }, entonces, como el neutro es único: {\displaystyle \left.{\begin{array}{l}\mathbf {u} -\mathbf {u_{1}} =\mathbf {0} \\\mathbf {u} -\mathbf {u_{2}} =\mathbf {0} \end{array}}\right\}\Rightarrow } {\displaystyle \mathbf {u} -\mathbf {u_{1}} =\mathbf {u} -\mathbf {u_{2}} \Rightarrow } {\displaystyle -\mathbf {u_{1}} =-\mathbf {u_{2}} \Rightarrow } {\displaystyle \exists !-\mathbf {u} \in V} |

| Unicidad del elemento {\displaystyle 1_{}^{}} en el cuerpo {\displaystyle K_{}^{}} |
| supongamos que 1 no es único, es decir, sean {\displaystyle {\mathit {1_{1}}}\;} y {\displaystyle {\mathit {1_{2}}}\;} dos unidades, entonces: {\displaystyle \left.{\begin{array}{l}{\mathit {a}}\cdot {\mathit {1_{1}}}={\mathit {a}}\\{\mathit {a}}\cdot {\mathit {1_{2}}}={\mathit {a}}\end{array}}\right\}\Rightarrow } {\displaystyle {\mathit {a}}\cdot {\mathit {1_{1}}}={\mathit {a}}\cdot {\mathit {1_{2}}}\Rightarrow } {\displaystyle {\mathit {1_{1}}}={\mathit {1_{2}}}\Rightarrow } {\displaystyle \exists !\;{\mathit {1}}\in K} |

| Unicidad del elemento inverso en el cuerpo {\displaystyle K_{}^{}} |
| supongamos que el inverso {\displaystyle a_{}^{-1}} de a, no es único, es decir, sean {\displaystyle a_{1}^{-1}} y {\displaystyle a_{2}^{-1}} dos opuestos de {\displaystyle a_{}^{}}, entonces, como el neutro es único: {\displaystyle \left.{\begin{array}{l}{\mathit {a}}\cdot {\mathit {a_{1}^{-1}}}={\mathit {1}}\\{\mathit {a}}\cdot {\mathit {a_{2}^{-1}}}={\mathit {1}}\end{array}}\right\}\Rightarrow } {\displaystyle {\mathit {a}}\cdot {\mathit {a_{1}^{-1}}}={\mathit {a}}\cdot {\mathit {a_{2}^{-1}}}\Rightarrow } {\displaystyle {\mathit {a_{1}^{-1}}}={\mathit {a_{2}^{-1}}}\Rightarrow } {\displaystyle \exists !{\mathit {a^{-1}}}\in K} |

| Producto de un escalar por el vector neutro |
| {\displaystyle {\mathit {a}}\cdot \mathbf {u} =} {\displaystyle {\mathit {a}}\cdot (\mathbf {u} +\mathbf {0} )=} {\displaystyle {\mathit {a}}\cdot \mathbf {u} +{\mathit {a}}\cdot \mathbf {0} \Rightarrow } {\displaystyle {\mathit {a}}\cdot \mathbf {0} =\mathbf {0} } |

| Producto del escalar 0 por un vector |
| {\displaystyle \mathbf {u} =} {\displaystyle {\mathit {1}}\cdot \mathbf {u} =} {\displaystyle ({\mathit {1}}+{\mathit {0}})\cdot \mathbf {u} =} {\displaystyle {\mathit {1}}\cdot \mathbf {u} +{\mathit {0}}\cdot \mathbf {u} =} {\displaystyle \mathbf {u} +{\mathit {0}}\cdot \mathbf {u} \Rightarrow } {\displaystyle {\mathit {0}}\cdot \mathbf {u} =} {\displaystyle \mathbf {0} } |

Si {\displaystyle {\mathit {a}}\cdot \mathbf {u} =\mathbf {0} \Rightarrow } {\displaystyle {\mathit {a}}={\mathit {0}}\quad \lor \quad \mathbf {u} =\mathbf {0} .}
- Si {\displaystyle a_{}^{}=0,} es cierto.
- Si {\displaystyle a\neq 0,} entonces:

{\displaystyle \exists !\;a^{-1}\in K:} {\displaystyle a^{-1}a=1\Rightarrow } {\displaystyle u=} {\displaystyle 1u=} {\displaystyle (a^{-1}a)u=} {\displaystyle a^{-1}(au)=} {\displaystyle a^{-1}0=0\Rightarrow } {\displaystyle u_{}^{}=0.}
Notación
{\displaystyle -au=-(au)\,}.
Observación
{\displaystyle -au=(-a)u=a(-u)\,}
- Si {\displaystyle au+a(-u)=a(u-u)=a0=0\Rightarrow } {\displaystyle a(-u)=-au\,}
- Si {\displaystyle au+(-a)u=(a-a)u=0u=0\Rightarrow } {\displaystyle (-a)u=-au\,}

### Primer ejemplo con demostración
Se quiere probar que {\displaystyle \mathbb {R} ^{2}} es un espacio vectorial sobre {\displaystyle \mathbb {R} }
Si {\displaystyle \mathbb {R} ^{2}} juega el papel de {\displaystyle V\;} y {\displaystyle \mathbb {R} } el de {\displaystyle K\;}:
Los elementos:
{\displaystyle \mathbf {u} \in V=\mathbb {R} ^{2}=\mathbb {R} \times {}\mathbb {R} }
son, de forma genérica:
{\displaystyle \mathbf {u} =(u_{x},u_{y})}
es decir, pares de números reales. Por claridad se conserva la denominación del vector, en este caso u, en sus coordenadas, añadiendo el subíndice x o y para denominar su componente en el eje x o y respectivamente
En {\displaystyle V\;} se define la operación suma:
{\displaystyle {\begin{array}{ccll}+:&{V\times {}V}&\longrightarrow {}&{V}\\&(\mathbf {u} ,\mathbf {v} )&\mapsto &\mathbf {w} =\mathbf {u} +\mathbf {v} \end{array}}}
donde:
{\displaystyle \mathbf {u} =(u_{x},u_{y})}
{\displaystyle \mathbf {v} =(v_{x},v_{y})}
{\displaystyle \mathbf {w} =(w_{x},w_{y})}
y la suma de u y v sería:
{\displaystyle \mathbf {u} +\mathbf {v} =(u_{x},u_{y})+(v_{x},v_{y})=(u_{x}+v_{x},u_{y}+v_{y})=(w_{x},w_{y})=\mathbf {w} }
donde:
{\displaystyle {\begin{array}{l}w_{x}=u_{x}+v_{x}\\w_{y}=u_{y}+v_{y}\end{array}}}
esto implica que la suma de vectores es interna y bien definida.
La operación interna suma tiene las propiedades:
1) La propiedad conmutativa, es decir:
{\displaystyle \mathbf {u} +\mathbf {v} =\mathbf {v} +\mathbf {u} ,\quad \forall {}\mathbf {u} ,\mathbf {v} \in {}V}
{\displaystyle \mathbf {u} +\mathbf {v} =\mathbf {v} +\mathbf {u} }
{\displaystyle (u_{x},u_{y})+(v_{x},v_{y})=\mathbf {v} +\mathbf {u} }
{\displaystyle (u_{x}+v_{x},u_{y}+v_{y})=\mathbf {v} +\mathbf {u} }
{\displaystyle (v_{x}+u_{x},v_{y}+u_{y})=\mathbf {v} +\mathbf {u} }
{\displaystyle (v_{x},v_{y})+(u_{x},u_{y})=\mathbf {v} +\mathbf {u} }
{\displaystyle \mathbf {v} +\mathbf {u} =\mathbf {v} +\mathbf {u} }
2) La propiedad asociativa:
{\displaystyle (\mathbf {u} +\mathbf {v} )+\mathbf {w} =\mathbf {u} +(\mathbf {v} +\mathbf {w} )}
{\displaystyle {\Big (}(u_{x},u_{y})+(v_{x},v_{y}){\Big )}+(w_{x},w_{y})=(u_{x},u_{y})+{\Big (}(v_{x},v_{y})+(w_{x},w_{y}){\Big )}}
{\displaystyle (u_{x}+v_{x},u_{y}+v_{y})+(w_{x},w_{y})=(u_{x},u_{y})+(v_{x}+w_{x},v_{y}+w_{y})\;}
{\displaystyle (u_{x}+v_{x}+w_{x},u_{y}+v_{y}+w_{y})=(u_{x}+v_{x}+w_{x},u_{y}+v_{y}+w_{y})\;}
3) tiene elemento neutro {\displaystyle \mathbf {0} }:
{\displaystyle \mathbf {u} +\mathbf {0} =\mathbf {u} }
{\displaystyle (u_{x},u_{y})+(0,0)=(u_{x}+0,u_{y}+0)=(u_{x},u_{y})\;}
4) tenga elemento opuesto:
{\displaystyle \mathbf {u} =(u_{x},u_{y})}
{\displaystyle \mathbf {-u} =(-u_{x},-u_{y})}
{\displaystyle \mathbf {u} +(\mathbf {-u} )=(u_{x},u_{y})+(-u_{x},-u_{y})=(u_{x}-u_{x},u_{y}-u_{y})=(0,0)=\mathbf {0} }
La operación producto por un escalar:
{\displaystyle {\begin{array}{ccll}\cdot :&K\times V&\longrightarrow &V\\&({\mathit {a}},\mathbf {u} )&\mapsto &\mathbf {v} ={\mathit {a}}\cdot \mathbf {u} \end{array}}}
El producto de a y u será:
{\displaystyle {\mathit {a}}\cdot \mathbf {u} =a\cdot (u_{x},u_{y})=(a\cdot u_{x},a\cdot u_{y})=(v_{x},v_{y})=\mathbf {v} }
donde:
{\displaystyle {\begin{array}{l}v_{x}=a\cdot u_{x}\\v_{y}=a\cdot u_{y}\end{array}}}
esto implica que la multiplicación de vector por escalar es externa y aun así está bien definida.
5) tenga la propiedad asociativa:
{\displaystyle {\mathit {a}}\cdot ({\mathit {b}}\cdot \mathbf {u} )=({\mathit {a}}\cdot {\mathit {b}})\cdot \mathbf {u} ,\quad \forall {}{\mathit {a}},{\mathit {b}}\in {}K,\quad \forall {}\mathbf {u} \in {}V}
Esto es:
{\displaystyle {\mathit {a}}\cdot ({\mathit {b}}\cdot \mathbf {u} )=({\mathit {a}}\cdot {\mathit {b}})\cdot \mathbf {u} }
{\displaystyle {\mathit {a}}\cdot ({\mathit {b}}\cdot (u_{x},u_{y}))=({\mathit {a}}\cdot {\mathit {b}})\cdot (u_{x},u_{y})}
{\displaystyle {\mathit {a}}\cdot ({\mathit {b}}\cdot u_{x},{\mathit {b}}\cdot u_{y})=({\mathit {a}}\cdot {\mathit {b}})\cdot (u_{x},u_{y})}
{\displaystyle ({\mathit {a}}\cdot {\mathit {b}}\cdot u_{x},{\mathit {a}}\cdot {\mathit {b}}\cdot u_{y})=({\mathit {a}}\cdot {\mathit {b}}\cdot u_{x},{\mathit {a}}\cdot {\mathit {b}}\cdot u_{y})}
6) {\displaystyle {\mathit {1}}\in {}R} sea elemento neutro en el producto:
{\displaystyle {\mathit {1}}\cdot \mathbf {u} =\mathbf {u} ,\quad \forall {}\mathbf {u} \in {}V}
Que resulta:
{\displaystyle {\mathit {1}}\cdot \mathbf {u} =\mathbf {u} }
{\displaystyle {\mathit {1}}\cdot (u_{x},u_{y})=\mathbf {u} }
{\displaystyle ({\mathit {1}}\cdot u_{x},{\mathit {1}}\cdot u_{y})=\mathbf {u} }
{\displaystyle (u_{x},u_{y})=\mathbf {u} }
Que tiene la propiedad distributiva:
7) distributiva por la izquierda:
{\displaystyle {\mathit {a}}\cdot (\mathbf {u} +\mathbf {v} )={\mathit {a}}\cdot \mathbf {u} +{\mathit {a}}\cdot \mathbf {v} ,\quad \forall {}{\mathit {a}}\in {}R,\quad \forall {}\mathbf {u} ,\mathbf {v} \in {}V}
En este caso tenemos:
{\displaystyle {\mathit {a}}\cdot (\mathbf {u} +\mathbf {v} )={\mathit {a}}\cdot \mathbf {u} +{\mathit {a}}\cdot \mathbf {v} }
{\displaystyle {\mathit {a}}\cdot ((u_{x},u_{y})+(v_{x},v_{y}))={\mathit {a}}\cdot (u_{x},u_{y})+{\mathit {a}}\cdot (v_{x},v_{y})}
{\displaystyle {\mathit {a}}\cdot (u_{x}+v_{x},u_{y}+v_{y})=({\mathit {a}}\cdot u_{x},{\mathit {a}}\cdot u_{y})+({\mathit {a}}\cdot v_{x},{\mathit {a}}\cdot v_{y})}
{\displaystyle {\mathit {a}}\cdot (u_{x}+v_{x},u_{y}+v_{y})=({\mathit {a}}\cdot u_{x}+{\mathit {a}}\cdot v_{x},{\mathit {a}}\cdot u_{y}+{\mathit {a}}\cdot v_{y})}
{\displaystyle ({\mathit {a}}\cdot (u_{x}+v_{x}),{\mathit {a}}\cdot (u_{y}+v_{y}))=({\mathit {a}}\cdot (u_{x}+v_{x}),{\mathit {a}}\cdot (u_{y}+v_{y}))}
8) distributiva por la derecha:
{\displaystyle ({\mathit {a}}+{\mathit {b}})\cdot \mathbf {u} ={\mathit {a}}\cdot \mathbf {u} +{\mathit {b}}\cdot \mathbf {u} ,\quad \forall {}{\mathit {a}},{\mathit {b}}\in {}R,\quad \forall {}\mathbf {u} \in {}V}
Que en este caso tenemos:
{\displaystyle ({\mathit {a}}+{\mathit {b}})\cdot \mathbf {u} ={\mathit {a}}\cdot \mathbf {u} +{\mathit {b}}\cdot \mathbf {u} }
{\displaystyle ({\mathit {a}}+{\mathit {b}})\cdot (u_{x},u_{y})={\mathit {a}}\cdot (u_{x},u_{y})+{\mathit {b}}\cdot (u_{x},u_{y})}
{\displaystyle ({\mathit {a}}+{\mathit {b}})\cdot (u_{x},u_{y})=({\mathit {a}}\cdot u_{x},{\mathit {a}}\cdot u_{y})+({\mathit {b}}\cdot u_{x},{\mathit {b}}\cdot u_{y})}
{\displaystyle ({\mathit {a}}+{\mathit {b}})\cdot (u_{x},u_{y})=({\mathit {a}}\cdot u_{x}+{\mathit {b}}\cdot u_{x},{\mathit {a}}\cdot u_{y}+{\mathit {b}}\cdot u_{y})}
{\displaystyle (({\mathit {a}}+{\mathit {b}})\cdot u_{x},({\mathit {a}}+{\mathit {b}})\cdot u_{y})=(({\mathit {a}}+{\mathit {b}})\cdot u_{x},({\mathit {a}}+{\mathit {b}})\cdot u_{y})}
Queda demostrado que es espacio vectorial.

## Ejemplos

### Los cuerpos
Todo cuerpo es un espacio vectorial sobre él mismo, usando como producto por escalar el producto del cuerpo.
- {\displaystyle \mathbb {C} } es un espacio vectorial de dimensión uno sobre {\displaystyle \mathbb {C} }.

Todo cuerpo es un espacio vectorial sobre su subcuerpo, usando como producto por escalar el producto del cuerpo.
- {\displaystyle \mathbb {C} } es un espacio vectorial  sobre {\displaystyle \mathbb {R} }.
- {\displaystyle \mathbb {C} } es un espacio vectorial  sobre {\displaystyle \mathbb {Q} }.

### Sucesiones sobre un cuerpo K
El espacio vectorial más conocido notado como {\displaystyle K_{}^{n}}, donde n>0 es un entero, tiene como elementos n-tuplas, es decir, sucesiones finitas de {\displaystyle K_{}^{}} de longitud n con las operaciones:
(u1, u2, ..., un)+(v1, v2, ..., vn)=(u1+v1, u2+v2, ..., un+vn).
a(u1, u2, ..., un)=(au1, au2, ..., aun).
Las sucesiones infinitas de {\displaystyle K^{}} son espacios vectoriales con las operaciones:
(u1, u2, ..., un, ...)+(v1, v2, ..., vn, ...)=(u1+v1, u2+v2, ..., un+vn, ...).
a(u1, u2, ..., un, ...)=(au1, au2, ..., aun, ...).
El espacio de las matrices {\displaystyle n\times m}, {\displaystyle M_{n\times m}(K)}, sobre {\displaystyle K^{}}, con las operaciones:
{\displaystyle {\begin{pmatrix}x_{1,1}&\cdots &x_{1,m}\\\vdots &&\vdots \\x_{n,1}&\cdots &x_{n,m}\end{pmatrix}}+{\begin{pmatrix}y_{1,1}&\cdots &y_{1,m}\\\vdots &&\vdots \\y_{n,1}&\cdots &y_{n,m}\end{pmatrix}}={\begin{pmatrix}x_{1,1}+y_{1,1}&\cdots &x_{1,m}+y_{1,m}\\\vdots &&\vdots \\x_{n,1}+y_{n,1}&\cdots &x_{n,m}+y_{n,m}\end{pmatrix}}}
{\displaystyle a{\begin{pmatrix}x_{1,1}&\cdots &x_{1,m}\\\vdots &&\vdots \\x_{n,1}&\cdots &x_{n,m}\end{pmatrix}}={\begin{pmatrix}ax_{1,1}&\cdots &ax_{1,m}\\\vdots &&\vdots \\ax_{n,1}&\cdots &ax_{n,m}\end{pmatrix}}}
También son espacios vectoriales cualquier agrupación de elementos de {\displaystyle K_{}^{}} en las cuales se defina las operaciones suma y producto entre estas agrupaciones, elemento a elemento, similar al de matrices {\displaystyle n\times m}, así por ejemplo tenemos las cajas {\displaystyle n\times m\times r} sobre {\displaystyle K_{}^{}} que aparecen en el desarrollo de Taylor de orden 3 de una función genérica.

### Espacios de aplicaciones sobre un cuerpo
El conjunto {\displaystyle F_{}^{}} de las aplicaciones {\displaystyle f:M\rightarrow K}, {\displaystyle K^{}} un cuerpo y {\displaystyle M_{}^{}} un conjunto, también forman espacios vectoriales mediante la suma y la multiplicación habitual:
{\displaystyle \forall f,g\in F,\;\forall a\in K}

#### Los polinomios

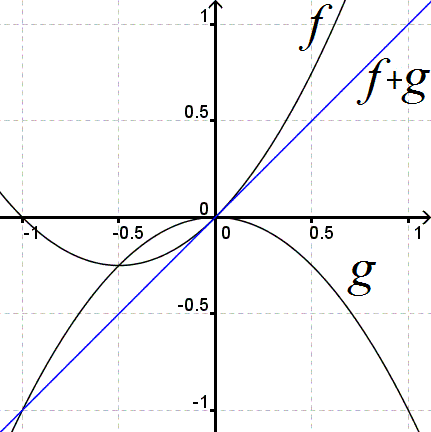
Suma de f(x)=x+x^{2} y g(x)=-x^{2}.

El espacio vectorial {\displaystyle K[x]} formado por funciones polinómicas, veámoslo:
Expresión general: {\displaystyle p(x)=r_{n}x^{n}+r_{n-1}x_{}^{n-1}+...+r_{1}x+r_{0}},donde {\displaystyle r_{n},\;...,r_{0}\in K}, considérese {\displaystyle \forall i>n\;r_{i}=0}.
{\displaystyle p(x)+q(x)=(r_{n}x^{n}+r_{n-1}x^{n-1}+...+r_{1}x+r_{0}^{})} {\displaystyle +(s_{m}x^{m}+s_{m-1}x^{m-1}+...+s_{1}x+s_{0}^{})} {\displaystyle =..._{}^{}} {\displaystyle =(t_{M}x^{M}+t_{M-1}x^{M-1}+...+t_{1}x+t_{0}^{})=(p+q)(x)}, donde {\displaystyle M=\max\{m,\;n\}_{}^{}} y {\displaystyle t_{i}=r_{i}+s_{i}^{}},
{\displaystyle a(p(x))=a(r_{n}x^{n}+r_{n-1}x^{n-1}+...+r_{1}x+r_{0}^{})} {\displaystyle =(ar_{n}x^{n}+ar_{n-1}x^{n-1}+...+ar_{1}x+ar_{0}^{})} {\displaystyle =t_{n}x^{n}+t_{n-1}x^{n-1}+...+t_{1}x+t_{0}^{}=(ap)(x)}.
Las series de potencias son similares, salvo que se permiten infinitos términos distintos de cero.

#### Funciones trigonométricas
Las funciones trigonométricas forman espacios vectoriales con las siguientes operaciones:
Expresión general: {\displaystyle f(x)=a_{f}^{}\sum _{i=1}^{n}(b_{f,i}{\mbox{sen}}(ix)+c_{f,i}\cos(ix))\in L^{2}}
{\displaystyle (f+g)(x):=f(x)+g(x)_{}^{}} {\displaystyle =a_{f}\sum _{i=1}^{n}(b_{f,i}{\mbox{sen}}(ix)+c_{f,i}\cos(ix))+a_{g}\sum _{i=1}^{n}(b_{g,i}{\mbox{sen}}(ix)+c_{g,i}\cos(ix))} {\displaystyle =(a_{f}+a_{g})\sum _{i=1}^{n}((b_{f,i}+b_{g,i}){\mbox{sen}}(ix)+(c_{f,i}+c_{g,i})\cos(ix))\in L^{2}},
{\displaystyle (af)(x):=af(x)_{}^{}} {\displaystyle =a(a_{f}\sum _{i=1}^{n}(b_{f,i}{\mbox{sen}}(ix)+c_{f,i}\cos(ix)))} {\displaystyle =aa_{f}\sum _{i=1}^{n}(ab_{f,i}{\mbox{sen}}(ix)+ac_{f,i}\cos(ix))\in L^{2}}.

### Los sistemas de ecuaciones lineales homogéneas

Sistema de 2 ecuaciones y 3 variables

{\displaystyle {\begin{cases}{\begin{matrix}a_{1,1}x_{1}&+\dots &+a_{1,n}x_{n}&=0\\\vdots &&\vdots &\vdots \\a_{m,1}x_{1}&+\dots &+a_{m,n}x_{n}&=0\end{matrix}}\end{cases}}\;\;} o equivalentemente {\displaystyle {\begin{pmatrix}a_{1,1}&+\dots &+a_{1,n}\\\vdots &&\vdots &\\a_{m,1}&+\dots &+a_{m,n}\end{pmatrix}}{\begin{pmatrix}x_{1}\\\vdots \\x_{n}\end{pmatrix}}={\begin{pmatrix}0\\\vdots \\0\end{pmatrix}}} simplificado como {\displaystyle A_{}^{}x=0}
Un sistema de ecuaciones lineales homogéneas( ecuaciones lineales en las que {\displaystyle x=0_{}^{}} es siempre una solución, es decir, {\displaystyle (x_{1},\;\dots ,\;x_{n})=(0,\;\dots ,\;0)}) posee soluciones que forman un espacio vectorial, se puede ver en sus dos operaciones:
Si {\displaystyle Ax=0,Ay=0\Rightarrow Ax+Ay=0\Rightarrow } {\displaystyle A(x+y)=0_{}^{}}
Si {\displaystyle Ax=0,a\in K\Rightarrow a(Ax)=0\Rightarrow } {\displaystyle A(ax)=0_{}^{}}.
También que las ecuaciones en sí, filas de la matriz {\displaystyle A_{}^{}} notadas como una matriz {\displaystyle 1\times n}, es decir, {\displaystyle E_{i}=(a_{i,1},\;\dots ,\;a_{i,n})}, son un espacio vectorial, como se puede ver en sus dos operaciones:
Si {\displaystyle E_{i}x=0,\;E_{j}x=0\Rightarrow } {\displaystyle E_{i}^{}x+E_{j}x=0\Rightarrow (E_{i}+E_{j})x=0}
Si {\displaystyle E_{i}x=0,\;a\in K\Rightarrow } {\displaystyle a(E_{i}^{}x)=0\Rightarrow (aE_{i})x=0}.

## Subespacio vectorial

### Definición
Sea {\displaystyle V} un espacio vectorial sobre {\displaystyle K} y {\displaystyle U\subseteq V} un subconjunto no vacío de {\displaystyle V}, se dice que {\displaystyle U} es un subespacio vectorial de {\displaystyle V} si:
1. {\displaystyle u+v\in U}
2. {\displaystyle \beta u\in U}

{\displaystyle \forall \;u,v\in U} y {\displaystyle \beta \in K}.

### Consecuencias
{\displaystyle U} hereda las operaciones de {\displaystyle V} como aplicaciones bien definidas, es decir que no escapan de {\displaystyle U}, y como consecuencia tenemos que {\displaystyle U} es un espacio vectorial sobre {\displaystyle K}.
Con cualquier subconjunto de elementos seleccionados en los espacios vectoriales anteriores, no vacío, se pueden generar subespacios vectoriales, para ello sería útil introducir nuevos conceptos que facilitarán el trabajo sobre estos nuevos espacios vectoriales.

## Resultados internos
Para detallar el comportamiento interno de todos los espacios vectoriales de modo general es necesario exponer una serie de herramientas cronológicamente vinculadas entre ellas, con las cuales es posible construir resultados válidos en cualquier estructura que sea espacio vectorial.

### Combinación lineal

Cada vector u es combinación lineal de forma única

Dado un espacio vectorial {\displaystyle E_{}^{}}, diremos que un vector {\displaystyle u\in E} es combinación lineal de los vectores de {\displaystyle S=\{v_{1},\dots ,v_{n}\}\subseteq E} si existen {\displaystyle a_{1},\dots ,a_{n}\in \mathbb {R} } tales que

{\displaystyle u=a_{1}v_{1}+\cdots +a_{n}v_{n}}

Denotaremos como {\displaystyle \langle S_{}^{}\rangle _{E}} el conjunto resultante de todas las combinaciones lineales de los vectores de {\displaystyle S_{}^{}\subset E}.

#### Proposición 1
Dado {\displaystyle E_{}^{}} un espacio vectorial y {\displaystyle S\subset E_{}^{}} un conjunto de vectores, el conjunto {\displaystyle F=\langle S_{}^{}\rangle _{E}} es el subespacio vectorial más pequeño contenido en {\displaystyle E_{}^{}} y que contiene a {\displaystyle S_{}^{}}.
| Demostración |
| Si se supone lo contrario, que existe uno más pequeño {\displaystyle G_{}^{}\varsubsetneq F\Rightarrow } {\displaystyle \exists u\in F:u\notin G} contradicción, ya que u está generado por elementos de {\displaystyle S\subset F\Rightarrow u\in G} a causa de la buena definición de las dos operaciones, por tanto {\displaystyle F=G_{}^{}}. |

Nota. En este caso se dice que {\displaystyle S_{}^{}} es un sistema de generadores que genera a {\displaystyle F_{}^{}}.

### Independencia lineal
Diremos que un conjunto {\displaystyle S_{}^{}=\{v_{1},\;\dots ,\;v_{n}\}} de vectores es linealmente independiente si el vector 0 no se puede expresar como combinación lineal no nula de los vectores de {\displaystyle S_{}^{}}, es decir:
Si {\displaystyle 0=a_{1}v_{1}+\cdots +a_{n}v_{n}\Rightarrow a_{1}=\cdots =a_{n}=0}.
Diremos que un conjunto  {\displaystyle S_{}^{}} de vectores es linealmente dependiente si no es linealmente independiente.

#### Proposición 2
{\displaystyle v_{1},\;\dots ,\;v_{n}} son linealmente dependientes {\displaystyle \Leftrightarrow \exists v_{i}\neq 0:v_{i}=\sum _{i\neq j\geq 1}^{n}a_{j}v_{j}}
| Demostración |
| {\displaystyle \Rightarrow )} Linealmente dependientes {\displaystyle \Rightarrow 0=b_{1}v_{1}+\cdots +b_{n}v_{n}:\exists b_{i}\neq 0\Rightarrow }{\displaystyle b_{i}v_{i}=-\sum _{i\neq j\geq 1}^{n}b_{j}v_{j}\Rightarrow } {\displaystyle v_{i}=\sum _{i\neq j\geq 1}^{n}(-b_{j}b_{i}^{-1})v_{j}=\sum _{i\neq j\geq 1}^{n}a_{j}v_{j}} tomando {\displaystyle a_{j}=-b_{j}b_{i}^{-1}}. {\displaystyle \Leftarrow )} Si {\displaystyle v_{i}=\sum _{i\neq j\geq 1}^{n}a_{j}v_{j}\Rightarrow } {\displaystyle 0=a_{1}v_{1}+\cdots +a_{n}v_{n}} donde {\displaystyle a_{i}:=-1\neq 0} y por tanto linealmente dependientes. |

### Base de un espacio vectorial
Las bases revelan la estructura de los espacios vectoriales de una manera concisa. Una base es el menor conjunto (finito o infinito) 
B = {vi}i ∈ I de vectores que generan todo el espacio. Esto significa que cualquier vector v puede ser expresado como una suma (llamada combinación lineal) de elementos de la base
a1vi1 + a2vi2 + ... + anvin,
donde los ak son escalares y vik 
(k = 1, ..., n) elementos de la base B. La minimalidad, por otro lado, se hace formal por el concepto de independencia lineal. Un conjunto de vectores se dice que es linealmente independiente si ninguno de sus elementos puede ser expresado como una combinación lineal de los restantes. Equivalentemente, una ecuación 
a1vi1 + ai2v2 + ... + anvin = 0
solo se consigue si todos los escalares a1, ..., an son iguales a cero. Por definición de la base cada vector puede ser expresado como una suma finita de los elementos de la base. Debido a la independencia lineal este tipo de representación es única. Los espacios vectoriales a veces se introducen desde este punto de vista.

### Base formalmente

v_{1} y v_{2} son base de un plano, si hubiese dependencia lineal (alineados), la cuadrícula no podría generarse.

Dado un sistema de generadores, diremos que es una base si son linealmente independientes.
Proposición 3. Dado un espacio vectorial {\displaystyle E,\;\{v_{1},\;\dots ,v_{n}\}=F\subset E} es una base {\displaystyle \Leftrightarrow } {\displaystyle \forall u\in E,\;\exists !a_{i}\in K,\;i\in {1,\;\dots ,n}:} {\displaystyle u=\sum _{i=1}^{n}a_{i}v_{i}}.
Proposición 4. Dado un espacio vectorial {\displaystyle E,\;S=\{v_{1},\;\dots ,\;v_{n}\}} linealmente independiente y {\displaystyle u\notin \langle S\rangle \Rightarrow } {\displaystyle \{u\}\cup S=\{u,\;v_{1},\;\dots ,\;v_{n}\}} son linealmente independiente.

#### Teorema de la base de generadores
Todo sistema de generadores tiene una base.

#### Teorema Steinitz
Toda base de un espacio vectorial puede ser cambiada parcialmente por vectores linealmente independientes.
Corolario. Si un espacio vectorial {\displaystyle E_{}^{}} tiene una base de {\displaystyle n_{}^{}} vectores {\displaystyle \Rightarrow } cualquier otra base posee {\displaystyle n_{}^{}} vectores.

### Observación
Todo espacio vectorial tiene una base. Este hecho se basa en el lema de Zorn, una formulación equivalente del axioma de elección. Habida cuenta de los otros axiomas de la teoría de conjuntos de Zermelo-Fraenkel, la existencia de bases es equivalente al axioma de elección. El ultrafilter lemma, que es más débil que el axioma de elección, implica que todas las bases de un espacio vectorial tienen el mismo "tamaño", es decir, cardinalidad. Si el espacio es generado por un número finito de vectores, todo lo anterior puede demostrarse sin necesidad de acudir a la teoría de conjuntos.

### Dimensión
Dado un espacio vectorial sobre {\displaystyle K_{}^{}}:
- Si tiene base finita, diremos dimensión al número de elementos de dicha base.
- Si tiene base no finita, diremos que es de dimensión infinita.

#### Notación
Dado un espacio vectorial {\displaystyle E_{}^{}} y un subespacio {\displaystyle F_{}^{}\subset E}, tenemos que:
- Si {\displaystyle E_{}^{}} tiene dimensión {\displaystyle n_{}^{}} lo indicaremos como {\displaystyle \dim(E)=n_{}^{}}.
- Si {\displaystyle F_{}^{}} tiene dimensión {\displaystyle m_{}^{}} como subespacio de {\displaystyle E_{}^{}} lo indicaremos como {\displaystyle \dim _{E}(F)=m_{}^{}}.

### Intersección de subespacios vectoriales
Dado dos subespacios vectoriales {\displaystyle F,G\subset E}, la intersección es subespacio vectorial contenido en estos y lo notaremos como:
{\displaystyle F\cap G:=\{u:\;u\in F,\;u\in G\}}.
Observaciones. Para la intersección sucesiva de espacios vectoriales se procede, inductivamente, de dos en dos.
La unión de subespacios vectoriales no es en general un subespacio vectorial.

### Suma de subespacios vectoriales
Dado dos subespacios vectoriales {\displaystyle F,G\subset E}, la suma es un subespacio vectorial que contiene a estos y la notaremos como:
{\displaystyle F+G:=\{u=v_{1}+v_{2}:\;v_{1}\in F,\;v_{2}\in G\}}.
Si F y G son subespacios vectoriales de E, su suma F+G es el subespacio vectorial de E más pequeño que contiene a F y a G.
Observación. Para la suma sucesiva de espacios vectoriales se procede, inductivamente, de dos en dos.

### Teorema Fórmula de Grassmann
Dado dos subespacios vectoriales {\displaystyle F,G\subset E} de dimensión finita, tenemos el resultado siguiente:
{\displaystyle \dim _{E}(F+G)=\dim _{E}(F)+\dim _{E}(G)-\dim _{E}(F\cap G)}.

### Suma directa de subespacios vectoriales
Dados dos subespacios vectoriales {\displaystyle F,G\subset E}, diremos que {\displaystyle F+G_{}^{}} es una suma directa si {\displaystyle F\cap G={0}} y lo denotaremos como:
{\displaystyle F\oplus G}.
Cuando {\displaystyle F} y {\displaystyle G} están en suma directa, cada vector de {\displaystyle F+G} se expresa de forma única como suma de un vector de {\displaystyle F} y otro vector de {\displaystyle G}.

### Cociente de espacios vectoriales
Dado un espacio vectorial {\displaystyle E\,} y un subespacio vectorial {\displaystyle F\subset E}.
Dados {\displaystyle u,v\in E} diremos que están relacionados módulo {\displaystyle F\,} si {\displaystyle u-v\in F}.
- La relación anterior es una relación de equivalencia.

Se nota por {\displaystyle [u]=u+F:=\{u+v:v\in F\}} {\displaystyle =\{w:w=u+v,\;v\in F\}} a la clase de {\displaystyle u\,} módulo {\displaystyle F\,}.
Llamaremos conjunto cociente o espacio cociente al conjunto de las clases de equivalencia anterior:
Se nota por {\displaystyle E/F_{}^{}} a dicho espacio cociente.
El espacio {\displaystyle E/F_{}^{}} es un espacio vectorial con las operaciones siguientes:
{\displaystyle {\begin{matrix}[u]+[v]&:=&[u+v]\\\;\;\;\;\;\;\;\lambda [u]&:=&[\lambda u]\;\;\;\;\end{matrix}}}

## Construcciones básicas
Además de lo expuesto en los ejemplos anteriores, hay una serie de construcciones que nos proporcionan espacios vectoriales a partir de otros. Además de las definiciones concretas que figuran a continuación, también se caracterizan por propiedades universales, que determina un objeto X especificando las aplicaciones lineales de X a cualquier otro espacio vectorial.

### Suma directa de espacios vectoriales
Dado dos espacios vectoriales {\displaystyle E,\;F_{}^{}} sobre un mismo cuerpo {\displaystyle K_{}^{}}, llamaremos suma directa al espacio vectorial {\displaystyle E\times F=}{\displaystyle \{u:=(u_{1},\;u_{2}):u_{1}\in E,\;u_{2}\in F\}}, veamos que están bien definidas las dos operaciones:
{\displaystyle u+v=(u_{1},\;u_{2})+(v_{1},\;v_{2})=}{\displaystyle (u_{1}+v_{1},\;u_{2}+v_{2})},
{\displaystyle au=a(u_{1},\;u_{2})=}{\displaystyle (au_{1},\;au_{2})}.

## Espacios vectoriales con estructura adicional
Desde el punto de vista del álgebra lineal, los espacios vectoriales se comprenden completamente en la medida en que cualquier espacio vectorial se caracteriza, salvo isomorfismos, por su dimensión. Sin embargo, los espacios vectoriales ad hoc no ofrecen un marco para hacer frente a la cuestión fundamental para el análisis de si una sucesión de funciones converge a otra función. Asimismo, el álgebra lineal no está adaptada per se para hacer frente a series infinitas, ya que la suma solo permite un número finito de términos para sumar. Las necesidades del análisis funcional requieren considerar nuevas estructuras.

### Espacios normados
Un espacio vectorial es normado si está dotado de una norma.
Proposición 5. Un espacio normado es un espacio métrico, donde la distancia viene dada por:
{\displaystyle d(x,y)=\|x-y\|}
Toda distancia inducida por la norma es una distancia.

### Espacios vectoriales topológicos
Dada una topología {\displaystyle \tau _{}^{}} sobre un espacio vectorial {\displaystyle X_{}^{}} donde los puntos sean cerrados y las dos operaciones del espacio vectorial sean continuas respecto dichas topología, diremos que:
- {\displaystyle \tau _{}^{}} es una topología vectorial sobre {\displaystyle X_{}^{}},
- {\displaystyle X_{}^{}} es un espacio vectorial topológico.

Proposición 6.. Todo espacio vectorial topológico dotado de una métrica es espacio normado.
Proposición 7.. Todo espacio normado es un espacio vectorial topológico.

### Espacios de Banach
Un espacio de Banach es un espacio normado y completo.

### Espacios prehilbertianos
Un espacio prehilbertiano es un par {\displaystyle (E_{}^{},\langle \cdot |\cdot \rangle )}, donde {\displaystyle E_{}^{}} es un espacio vectorial y {\displaystyle \langle \cdot |\cdot \rangle } es un producto a escalar.

### Espacios de Hilbert
Un espacio de  Hilbert es un espacio prehilbertiano completo por la norma definida por el producto escalar.

## Morfismos entre espacios vectoriales
Son aplicaciones entre espacios vectoriales que mantienen la estructura de los espacios vectoriales, es decir, conservan las dos operaciones y las propiedades de estas de uno a otro de dichos espacios.

### Aplicaciones lineales
Dado dos espacios vectoriales {\displaystyle E_{}^{}} y {\displaystyle F_{}^{}}, sobre un mismo cuerpo, diremos que una aplicación {\displaystyle f:E\rightarrow F} es lineal si:
{\displaystyle f(u+_{E}v)=f(u)+_{F}f(v)_{}^{}},
{\displaystyle f(a\cdot _{E}u)=a\cdot _{F}f(u)}.